# Coccyzinae
Coccyzidae es una subfamilia de aves Cuculiformes que comprende 18 especies de cucos de América, que se extienden desde Canadá a Argentina. La subfamilia contiene los géneros Coccyzus, Hyetornis, Piaya y Saurothera.

Sus miembros son principalmente insectívoros. Suelen construir nidos en los árboles, donde ponen hasta 7 huevos (Coccyzus) aunque los miembros de Saurothura solo pone 2-3. Solo hay un miembro conocido de la subfamilia que practique el parasitismo de puesta, el cuclillo piquinegro (Coccyzus erythropthalmus). Se desconocen los hábitos reproductivos de Piaya.